# Cyperus panamensis
Cyperus panamensis är en halvgräsart som först beskrevs av Charles Baron Clarke, och fick sitt nu gällande namn av Nathaniel Lord Britton och Paul Carpenter Standley. Cyperus panamensis ingår i släktet papyrusar, och familjen halvgräs. Inga underarter finns listade i Catalogue of Life.